# Зеленовський Анатолій Антонович
Анатолій Антонович Зеленовський (27 серпня 1940, місто Горки, тепер Могильовської області, Білорусь — ?) — радянський державний діяч, секретар ЦК КП Білорусії, 1-й секретар Брестського обласного комітету КП Білорусії, голова Брестської обласної ради народних депутатів. Кандидат економічних наук (1975), професор. Член ЦК КПРС у 1990—1991 роках. Депутат Верховної Ради СРСР 11-го скликання (1987—1989). Народний депутат СРСР (1989—1991).

## Життєпис
У 1962 році закінчив Білоруську сільськогосподарську академію за спеціальністю гідромеліорація.
У 1962—1963 роках — майстер-будівельник військової частини в місті Гомелі.
З 1963 року — виконроб, старший виконроб, головний інженер, начальник Рудаковського будівельно-монтажного управління Гомельської області.
Член КПРС з 1966 року.
У 1967—1969 роках — заступник начальника, начальник управління Головполіссяводбуду Білоруської РСР.
У 1969—1980 роках — інструктор, завідувач сектору, заступник завідувача сільськогосподарського відділу ЦК КП Білорусії.
У 1980—1985 роках — начальник Головного управління з осушення земель та будівництву радгоспів на Поліссі («Головполіссяводбуду») Міністерства водного господарства СРСР.
У 1985 — 28 лютого 1987 року — голова виконавчого комітету Брестської обласної ради народних депутатів.
28 лютого 1987 — липень 1991 року — 1-й секретар Брестського обласного комітету КП Білорусії.
Одночасно в травні 1990 — квітні 1991 року — голова Брестської обласної ради народних депутатів.
29 червня — серпень 1991 року — секретар ЦК КП Білорусії.
З 1991 року — начальник головного виробничо-економічного управління Академії аграрних наук Республіки Білорусь; заступник президента Академії аграрних наук Республіки Білорусь.
У 2004—2010 роках — завідувач кафедри економіки та організації підприємств агропромислового комплексу (АПК) Білоруського державного аграрного технічного університету в Мінську. З 2010 року — професор кафедри економіки та організації підприємств АПК Білоруського державного аграрного технічного університету.

## Нагороди і звання
- орден Леніна
- орден Трудового Червоного Прапора
- орден «Знак Пошани»
- медалі
- Заслужений меліоратор Білоруської РСР